# The Millennity

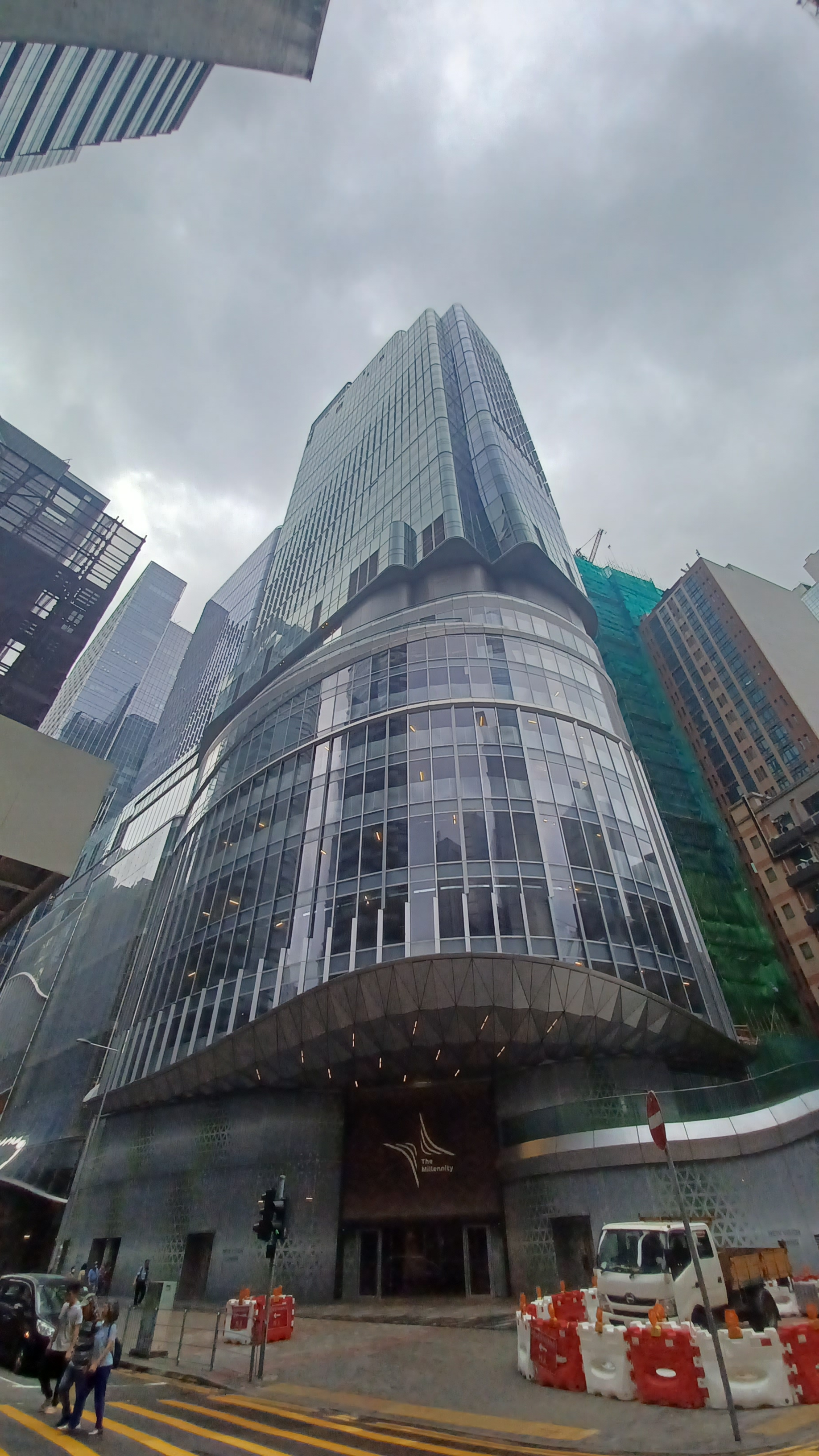
從巧明街外望The Millennity（2024年4月）

The Millennity是香港的一座大型商業綜合體，位於觀塘巧明街98號，由新鴻基地產及載通國際發展，屬於創紀之城第8期發展項目。大廈總建築面積為115萬平方尺，由兩個建築部分組成，分別為基座樓高10層，佔地約50萬方呎的商場和兩座樓高20層的寫字樓組成。建築物於2017年興建，預計2024年落成，並由兩間不同的建築師樓負責設計。發展商指項目的名稱蘊含Infinity及Community兩大主軸理念，寓意九龍東發展的無限可能。

## 歷史
建築物前身為九巴觀塘車廠B廠，佔地約9.58萬平方呎。2009年九巴以約9.8億元將地皮轉售予母公司載通國際，到一年後新鴻基地產以約4.9億元購入一半權益。2016年8月，發展商再斥約43.05億元為項目完成補地價，將由工業用地轉為非住宅用途（不包括酒店、加油站及護理院舍）。當時每平方呎補地價3,743元，創當時非住宅項目最大金額補地價紀錄。而發展商表示總投資額超過100億港元。到2019年2月，屋宇署批准該處在12層基座商場之上興建21層高的商業大廈，另包括4層地庫，總發展樓面約114.66萬平方呎。

## 結構

### 寫字樓
甲級寫字樓合共有20層，總樓面約65萬方呎，每座大廈高層均設有空中花園。由Atelier Global（香港匯創國際建築設計）負責設計。2021年12月底，積金局租用8萬平方呎樓面。而日資企業FujiFilm亦租用3層樓面，合共約4.5萬平方呎。

#### 主要租户
- 第一座
  - 30及31樓全層：香港科技大學
  - 26-28樓：富士膠片商業創新（27樓為辦事處通信地址及陳列室）
  - 25樓：安領國際控股
  - 20及21樓全層：德勤旗下設計公司胡周黃建築設計（WCWP）
  - 12、15-18樓：強制性公積金計劃管理局、積金易平台有限公司

- 第二座
  - 29樓：Nexify Limited
  - 28樓：都會控股集團（Doo Group）、都會金融
  - 27樓：富士通（2703、05-08室）
  - 26樓：榮陽實業集團（PanAsialum Holdings）、榮陽鋁業（Panasia Aluminium）（2601室）、啟勝管理服務、Agnes b.（2603室）
  - 25樓全層：華納兄弟影業（香港）有限公司

### 商場
商場佔地12層，佔地約50萬方呎，規模與同區的apm相若，商場外牆及室內設計由Lead8負責，將於2024年開幕，目前進行招租。商場採用幕牆設計，9樓和10樓設有露天餐飲和平台花園。到2023年9月，新地執行董事馮秀炎接受《明報》訪問時表示首次透露商廈部分將於10月分階段入伙，商場部分餐飲租戶將會在該段時間同時開業，而整個項目將於2024年4月全面開業。2025年7月，發展商將商場部份命名為“三布目Scramble Hill”，預計同年下半年陸續開業。

#### 商場結構

##### 10樓
帝苑餅店，華御結，PACIFIC COFFEE在2024年4月2日開業。
24/7 FITNESS位於商場8樓的分店會在2025年10月開業。

### 停車場
項目地庫4層停車場設近400個車位，並配備電動汽車充電系統。

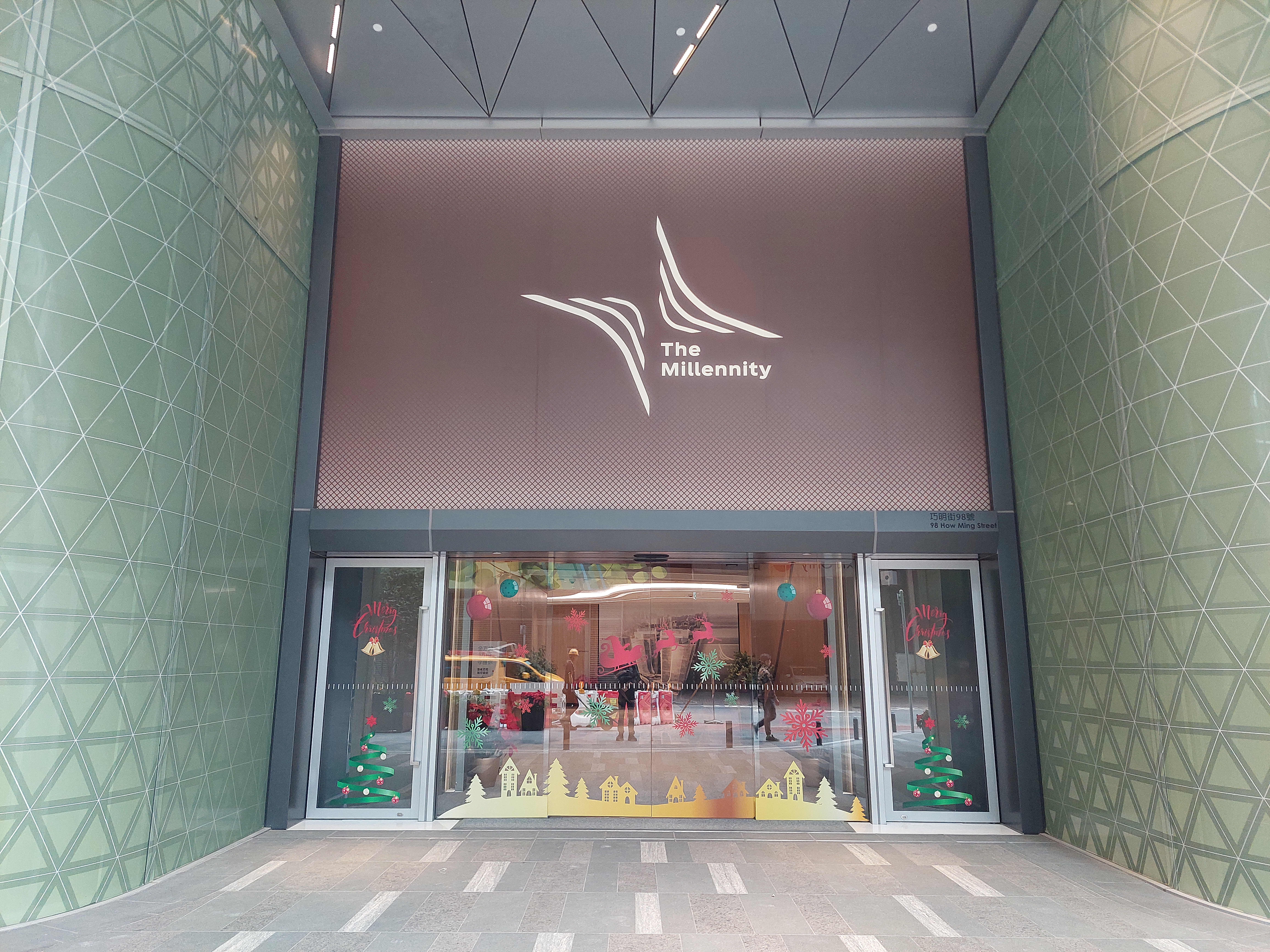
巧明街一側的正門入口
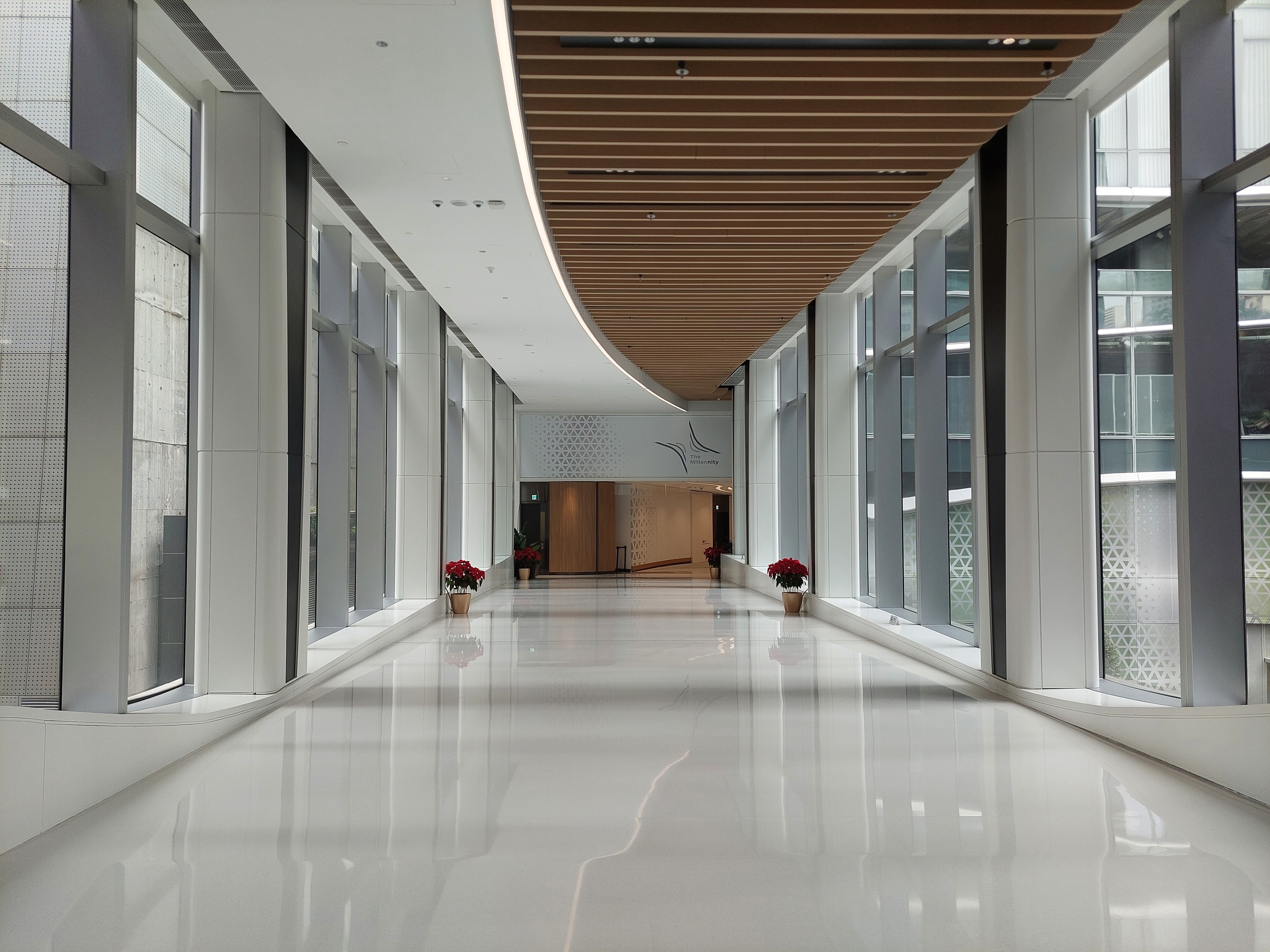
連接創紀之城六期的行人天橋

## 獎項
- 美國領先能源與環境設計（LEED）及國際健康建築標準認證（WELL）最高級別的鉑金認證
- 香港綠色建築議會頒授的綠建環評（BEAM Plus）新建建築的鉑金認證

## 事件

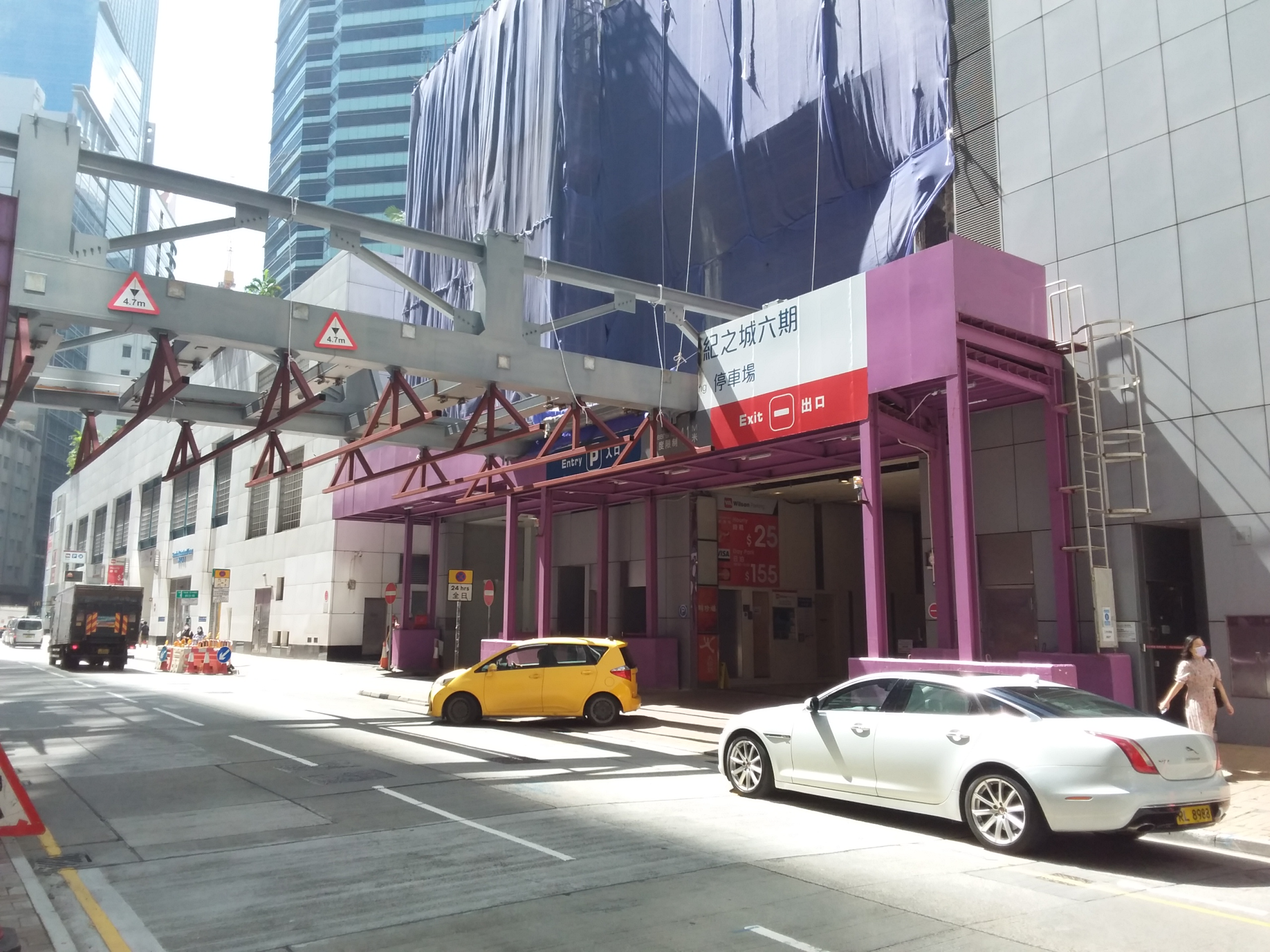
2021年6月，有市民發現項目連接至創紀之城6期的天橋高度過低，擔心若有大型工程車通過或有機會發生意外。

- 2021年6月，有市民發現項目連接至創紀之城6期的天橋高度過低，擔心若有大型工程車通過或有機會發生意外。時任觀塘區議員黃子健亦有留意事件，並批評相關部門並未有在天橋工程展開前，向區議會提交相關文件和進行討論，認為是不理想。而觀塘區議會主席蔡澤鴻表示，天橋工程曾在2018年在交通及運輸委員會中提及。天橋持有人之一的新鴻基地產指出，該行人天橋可提升鄰近區域的連繫性和通達性，高度亦符合政府標準，預計在2022年年底完成工程。[11].
- 2024年5月觀塘新商場內地民眾拉橫額，控訴平台公司詐騙要求欠債還錢，據說是2座28/F Doo公司

https://hk.ulifestyle.com.hk/topic/detail/20033356/%E8%A7%80%E5%A1%98%E6%96%B0%E5%95%86%E5%A0%B4%E5%85%A7%E5%9C%B0%E6%B0%91%E7%9C%BE%E6%8B%89%E6%A9%AB%E9%A1%8D-%E6%8E%A7%E8%A8%B4%E5%B9%B3%E5%8F%B0%E5%85%AC%E5%8F%B8%E8%A9%90%E9%A8%99%E8%A6%81%E6%B1%82%E6%AC%A0%E5%82%B5%E9%82%84%E9%8C%A2